# Mørupsten

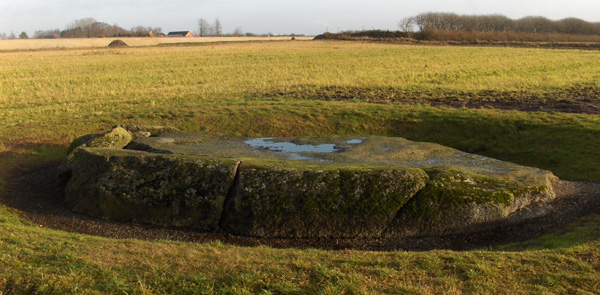
Mørupsten

Der Mørupsten ist aus Larvikit, einem grobkörnigen Gestein, das nur in Südnorwegen westlich des Oslofjord zu finden ist. Er liegt in der Region Midtjylland in Jütland in Dänemark, etwas außerhalb, südwestlich von Herning und südöstlich von Snejbjerg, südlich der Autobahn 15 (Herningmotorvejen), nahe der Überlandleitung am Bliddalvej.
Man nennt Larvikit Leitgestein, weil es zur Quelle des ursprünglichen Eisstromes führt. Mit einem geschätzten Gewicht zwischen 400 und 500 Tonnen ist der Mørupsten einer von vier großen Findlingen (dänisch Vandreblokk) (Dybbølsten, Janum Kjøt und Tirslundstein) Jütlands und der viertgrößte Findling Dänemarks aus der Eiszeit. In den späten 1920er Jahren versuchte der damalige Besitzer des Grundstücks, den Stein mit Dynamit zu sprengen, was misslang. 1932 wurde der Stein unter Schutz gestellt.